# Grigori Nikolajewitsch Leontjew
Grigori Nikolajewitsch Leontjew (russisch Григорий Николаевич Леонтьев, englisch Grigoriy Leontyev, wiss. Transliteration Grigorij Nikolaevič Leont'ev; geboren am 14. November 1992) ist ein ehemaliger russischer Skispringer.

## Werdegang
Grigori Leontjew trat ab 2009 in ersten internationalen Wettbewerben der Fédération Internationale de Ski in Erscheinung, wobei er vorwiegend im FIS Cup startete. Im Winter 2012/13 trat er im kasachischen Almaty zu zwei Wettbewerben im Skisprung-Continental-Cup an, wobei er einen 58. und einen 55. Platz erzielte. Diese blieben seine einzigen Teilnahmen im Continental Cup.
Größere Erfolge erreichte Leontjew ausschließlich auf nationaler Ebene, auf der er mehrere Medaillen in Teamwettbewerben bei russischen Meisterschaften gewinnen konnte. So wurde er bei den russischen Meisterschaften 2012 gemeinsam mit Witali Woina, Ilmir Chasetdinow und Dmitri Wassiljew russischer Meister im Teamspringen für die Republik Baschkortostan.
Ein Jahr später gewann er im Rahmen der russischen Meisterschaften 2013 in Nischni Tagil mit derselben Teambesetzung die Silbermedaille. Im Herbst 2013 konnte er bei den russischen Sommer-Meisterschaften 2013 in Krasnaja Poljana, dieses Mal zusammen mit Ramil Sarifullin, Ilmir Chasetdinow und Dmitri Wassiljew, abermals die Silbermedaille im Teamspringen gewinnen.